# Neoscopelus
El género Neoscopelus son peces marinos de la familia neoscopélidos, distribuidos por la mayor parte de los océanos. Su nombre procede del griego neos (nuevo) + skopelos (un pez linterna).
Suelen ser bento-pelágicos no migradores, viviendo en aguas profundas del talud continental.

## Especies
Existen tres especies válidas en este género:
- Neoscopelus macrolepidotus (Johnson, 1863) - Linternilla de escamas grandes.
- Neoscopelus microchir (Matsubara, 1943) - Neoscopélido de aleta corta.
- Neoscopelus porosus (Arai, 1969) - Neoscopélido con lentejuelas.